# 시리아 주재 소련 군사고문단
시리아군 내 소련 군사 전문가 그룹(아랍어: مجموعة الخبراء العسكريين السوفييت في القوات المسلحة العربية السورية)은 또는 시리아 주재 소련 군사고문단은 시리아 정부와 당시 시리아의 대통령인 슈크리 알쿠와틀리의 요청에 따라 1956년에 시리아로 파견된 소련군의 혼성 군사 부대다. 이 부대는 독립된 시리아 공화국, 이후에는 아랍 연합 공화국, 그리고 1961년부터는 주권을 가진 시리아 아랍 공화국이 자국 군대를 건설하고 외부의 위협으로부터 국가를 방어할 수 있도록 지원했다. 특히 1973년과 1983년에는 시리아 대통령 하페즈 알아사드의 강력한 요청에 따라 시리아군에 대한 직접적인 군사 지원을 위해 정규 소련군 부대의 수가 증원되었다.
서방의 역사적 기록에 따르면, 소련이 중동, 특히 시리아에 군사 파견을 한 것은 냉전 당시 미국과 소련 간의 전략적 중요 지역에서의 영향력 싸움의 일환으로 간주된다. 슈크리 알쿠와틀리 정권 시절부터 시리아에는 전통적으로 강력하게 구성된 소련 군사 고문 및 전문가 그룹이 존재했다. 이들의 구조와 작업 방식은 다른 아랍 국가들에 주둔한 소련 군사 전문가 그룹과 유사한 점이 많았다. 소련의 군사 고문과 전문가는 시리아 군대의 모든 관리 단계에서 활동하였으며, 수십 년 동안 시리아에 상주하며 거의 모든 지역적 위기와 갈등, 전쟁에 활발히 참여했다.

## 임무 개요
아랍-이스라엘 전쟁에서 소련은 다음과 같은 역할을 수행했다.
- 이집트, 시리아, 팔레스타인, 부분적으로 이스라엘 등 양측이 소련산 무기와 군사 장비를 사용, 이 장비는 전투가 시작되기 전에 소련에서 직접, 또는 사회주의 국가들을 통해 수입.
- 아랍 각국에 직접적인 군사 지원.
- 무장 충돌이 일어나는 지역에 무력 시위 행사 (대표적으로 1956년 수에즈 위기[10] 및 1973년 욤키푸르 전쟁[11])
- 외국의 군사적 침략 가능성이 큰 국가들에 군사 고문과 전문가 파견
- 소련군 군인 개개인이 전쟁에 참전

중동 연구 그룹(MEAG) 소속의 디렉터인 M. A. 하미드는 시리아가 소련의 군사 기술과 군사 고문들의 지원에 대해 특별히 의존하고 있었다고 언급한다. 소련-시리아 군사 기술 협력의 모든 분야에서 소련 군인들과 민간 직원들이 활동했으며, 이들은 소련 국가경제위원회와 군수 산업 위원회 산하의 일부 관련 기관에 소속되어 있었다.
1980년 시리아에 주둔한 소련의 주요 군사 고문인 G. P. 야쉬킨 장군은 자신의 임무와 그 아래의 군사 고문들이 맡은 과제를 다음과 같이 서술했다.
- 혼합형 미사일 방어 여단과 두 개의 방공 미사일 사단, 두 개의 혼합 항공 사단을 배치하고, 이 부대들을 군사 장비와 무기, 관리 체계로 완비하는 것.
- 방공 미사일 사단과 공군 사단의 합동 지휘소를 건설하는 것.
- 소련에서 제공되는 자동화된 관리 장비를 배치하는 것.
- 기존의 장비와 새로운 장비를 기반으로 물자 및 기술적 지원 체계를 구축하고, 시리아가 이를 익히고 전투 상황에서 사용할 수 있도록 돕는 것.
- 실제 상황을 고려하여 시리아 측에 소련식 작전 및 전투 준비 계획 체계를 새로 개발하고 제안하는 것.
- 새로운 군사 훈련 방법과 기법을 개발하여 적용하는 것.

## 배경

### 소련의 대이스라엘 정책
1949년까지 소련은 이스라엘이 친소 사회주의 국가가 될 것을 예상하고 중동에서 대영제국의 영향력을 약화시키기 위해 친시온주의 정책을 펼쳤다. 그러나 냉전이 진행됨에 따라 이스라엘이 소련이 아닌 미국 측과 더 가까워지기 시작했고, 이에 소련과 동구권 국가들은 1950년대부터 반시온주의 프로파간다를 펼치기 시작했다. 이런 반시온주의 정책은 1950년대 의사들의 음모로 극대화되었다.
한편 소련은 1956년 수에즈 위기나 1967년 6일 전쟁 때 적극적으로 이스라엘에 맞서는 아랍 국가들을 지원했다. 특히 6일 전쟁 이후 이스라엘과 미국의 유대가 강화됨에 따라 소련은 이라크, 시리아, 레바논, 이집트 등 아랍 사회주의나 바트주의를 표방한 여러 국가들을 후원하였다.

### 소련-시리아 관계
1955년 당선에 성공한 슈크리 알쿠와틀리는 소련 및 동구권으로부터 경제 및 군사 지원을 받고자 했다. 이후 쿠와틀리는 이집트, 인도, 유고슬라비아 등 제3세계 국가들과 동맹을 맺는 한편, 소련 및 동구권 국가들과의 유대도 강화했다. 1956년 수에즈 위기 때 알쿠와틀리는 직접 소련을 방문해 니키타 흐루쇼프에게 이집트를 지원할 것을 호소하기도 했다. 시리아 정부는 1950년대 후반 시리아 총리인 사브리 알살리가 정계 및 군 내부에 다수의 좌파 및 친나세르파 인사를 배정하면서 좌경화되었다. 1958년 시리아는 결국 이집트와 하나의 단일 체제인 아랍 연합 공화국으로 통합되었다. 이후 시리아는 3차례의 쿠데타를 겪었고, 1966년 시리아 쿠데타 이후 정권을 잡은 바트당은 소련과의 관계를 개선하고자 적극적으로 소련 정부에 접근했다. 이후 시리아는 1972년 소련과 평화 안보 조약을 맺고 관계를 강화했다.
한편 소련의 대중동 정책은 크게 두 가지 원칙에 입각하고 있는데 하나는 소련 자국에 대한 방어 강화이고 다른 하나는 냉전의 관점에서 자본주의가 중동 지역에 확장하는 것을 막고 중동 내에 공산주의 또는 사회주의 정권을 수립하는 것이었다. 1950년대 이후 중동 지역에 바트주의나 아랍 사회주의를 내세운 국가들이 등장하면서 소련 입장에서도 중동에서 미국 견제를 위해 가말 압델 나세르와 같은 여러 중동 지도자들을 동맹 세력으로 구축했다.

## 활동
소련의 군사 고문과 전문가들 — 조종사, 해군, 방공 병력 및 다른 군사 부문과 전문 분야의 대표자들 — 은 시리아-이스라엘 전선에서 직접적으로 전투에 참여하였다. 이들은 1967년 6월 5일~13일(6일 전쟁), 1970년 3월~7월(소모전), 1972년 9월~11월(공중전), 1973년 10월 6일~24일(욤키푸르 전쟁), 그리고 1982년 레바논 전쟁과 1983년(레바논 점령 및 NATO의 해상 봉쇄) 등에서 활동했다. 전쟁이 아닌 시기에는, 소련 전문가들이 여러 해 동안 시리아 군인과 장교들에게 소련에서 제공된 무기와 전투 장비를 다루는 기술과 전투 경험을 전수하며 훈련을 진행했다.
시리아에 소련 군사 전문가들의 첫 번째 그룹이 도착한 순간부터, 소련의 군사-기술 및 군사 자문단의 규모와 구성은 지역의 군사-정치적 상황에 따라 결정되었다. 이들의 수와 구성은 무엇보다도 가장 잠재적인 적인 이스라엘 방위군의 전투 능력과, 시리아-이스라엘 국경에 배치된 이스라엘 병력의 구성에 의해 결정되었으며, 시리아와 레바논 국경으로 파견된 미군 전력의 존재 여부에도 크게 좌우되었다. 미군은 해군, 해병대, 공군, 육군의 네 가지 주요 구성 요소를 포함한 다양한 조합으로 배치되곤 했다.
특정 연도(1958년, 1959년, 1967년, 1970년, 1973년)에는 시리아 국경 인근에 이들 네 군종이 모두 주둔하였고, 본격적인 침공과 해안 지역에서 내륙으로 전쟁을 확산시킬 준비가 되어 있었다.
북대서양 조약기구(NATO)의 여러 국가(특히 영국, 프랑스, 이탈리아), 중앙 조약 기구(CENTO)의 회원국(튀르키예, 이라크), 그리고 미국을 지지하는 아랍 연맹 회원국(예를 들어 요르단)도 군사력을 고도로 증강시켰고, 이는 중동 지역에서 소련의 군사 전략적 배치를 더욱 복잡하게 만들었다. 또한, 반대 세력 역시 외국으로부터 적극적인 지원을 받았다. 예를 들어, 이스라엘 방위군에는 다수의 미국인 교관과 군사 자문관이 활동했으며, 이스라엘의 정보기관은 미국의 정치 및 군사 정보 기관과 긴밀히 협력했다. 그러나 소련 군사 전문가들에게 가장 큰 긴장 요소는 지중해 해역에서 활동하는 미국 공군의 정찰 및 공격기와 미 해군의 항공모함에서 출격하는 함재기였다.

## 인용

### 내용주
1. ↑  이후 시리아에는 러시아 군사 전문가 그룹이 상시적으로 주둔하게 되었다. 대표적인 예가 시리아 해군과 공동으로 사용 중인 타르투스 해군 기지에 주둔 중인 지중해 기동부대[1]나 2015년부터 러시아 공군이 상시 사용 중인 흐메이밈 공군기지,[2] 그리고 러시아 정보총국이 사용 중인 센터 S가 있다.[3]
2. ↑  요르단은 1970년 검은 9월 이후 팔레스타인 및 시리아와 관계를 끊었지만, 욤키푸르 전쟁 때는 시리아를 지원했다.[32]